# Квантовий ефект Холла
Квантовий ефект Холла (або цілочислений квантовий ефект Холла або квантовий Голів ефект) — версія класичного ефекту Холла, що спостерігається у двомірних системах електронного газу у випадку низьких температур та сильних магнітних полів, в яких поперечна магнітопровідність σ приймає дискретні значення:
{\displaystyle \sigma =\nu \;{\frac {e^{2}}{h}},}
де {\displaystyle e} — елементарний електричний заряд, а {\displaystyle h} — стала Планка. 
Експериментально квантування проявляється як незмінне значення поперечної магнітопровідності при зміні напруженості магнітного поля в певних межах. Коли напруженість магнітного поля виходить за межі цього інтервалу, поперечна магнітопровідність змінюється стрибком. Ця зміна супроводжується піком поздовжньої магніто-провідності. Ефект проявляється тільки при низьких температурах. 
Величина {\displaystyle e^{2}/h} містить тільки фізичні сталі, тому квантовий ефект Холла має велике значення для метрології, оскільки дозволяє визначити величину елементаного заряду або сталої Планка з великою точністю.  {\displaystyle e^{2}/h} є квантом провідності. Обернена їй величина є природною одиницею опору. Вона отримала назву сталої фон Клітцинга. 
У «звичайному» квантовому ефекті Холла, який називають цілочисленим, величина ν приймає тільки цілочислені значення (ν = 1, 2, 3, …). Проте існує також і дробовий ефект Холла, в якому величина ν приймає значення, що виражаються раціональними числами (ν = 2/7, 1/3, 2/5, 3/5, 5/2, …).

## Історія
Цілочисленне квантування холлівської провідності було вперше теоретично передбачене Андо, Матсумото та Уемурою в 1975 році на основі наближених обчислень. Декілька дослідників в той час спостерігали незвичайний характер провідності інверсійних шарів електронів/дірок на поверхні розділу «діелектрик — напівпровідник» в спеціально виготовлених для цих цілей МДН-транзисторах. Проте тільки в 1980 році Клаус фон Клітцинг зробив експериментальне відкриття, яке полягало в квантуванні холлівської провідності. В 1985 році Клаусу фон Клітцингу була присуджена Нобелівська премія в галузі фізики за це відкриття. Елементарну теорію цілочисленого ефекта Холла розробив Роберт Лафлін. Якщо цілочислений ефект спостерігався на поверхні кремнію, то дробовий варіант ефекту спостерігався надалі в інверсійних шарах гетероструктур на основі арсеніда галію.
В 1982 році Денієл Цуї (Daniel Tsui) та Горст Штермер (Horst Stormer) відмітили, що плато в холлівському опорі спостерігається не тільки при цілих значеннях величини ν, але і в сильних магнітних полях при ν=1/3. У подальших експериментах були знайдені інші дробові значення 2/5, 3/7… У 1998 році Цуї, Штермер та Лафлін отримали Нобелівську премію в галузі фізики за відкриття та теоретичне пояснення цього явища.